# مقاطعة ديسوتو (فلوريدا)
مقاطعة ديسوتو، فلوريدا (بالإنجليزية: DeSoto County, Florida)‏ هي إحدى مقاطعات ولاية فلوريدا في الولايات المتحدة. ، بلغ عدد سكانها 34862 نسمة في عام 2010 حسب إحصاء مكتب تعداد الولايات المتحدة وتصل الكثافة السكانية فيها 21.11 نسمة/كم2.

## وصلات خارجية
- www.desotobocc.com